# فرد فورد (لاعب كرة قدم)
فرد فورد (بالإنجليزية: Fred Ford)‏ هو لاعب كرة قدم بريطاني، ولد في 10 فبراير 1916 في دارتفورد ‏ في المملكة المتحدة، وتوفي في 16 أكتوبر 1981 في برستل في المملكة المتحدة. لعب مع تشارلتون أثلتيك ونادي كارلايل يونايتد ونادي ميلوول.

## وصلات خارجية
- فرد فورد على موقع قاعدة بيانات كرة القدم.إي يو (الإنجليزية)
- فرد فورد على موقع Soccerbase.com (مدرب) (الإنجليزية)